# Neum
Neum (en llatí: Neum, en grec: Νέον, Neon) és l'única ciutat costanera de Bòsnia i Hercegovina, es considera dins la regió de Dalmàcia. El seu litoral fa 24,5 km i és l'únic accés de l'estat al Mar Adriàtic. L'any 2009 tenia 4.605 habitants.

## Característiques
Neum té turons, platges de sorra i diversos hotels. Els preus tendeixen a ser més baixos que a la veïna Croàcia. El turisme és molt actiu a la zona litoral i a l'interior hi jaciments arqueològics.

## Geografia

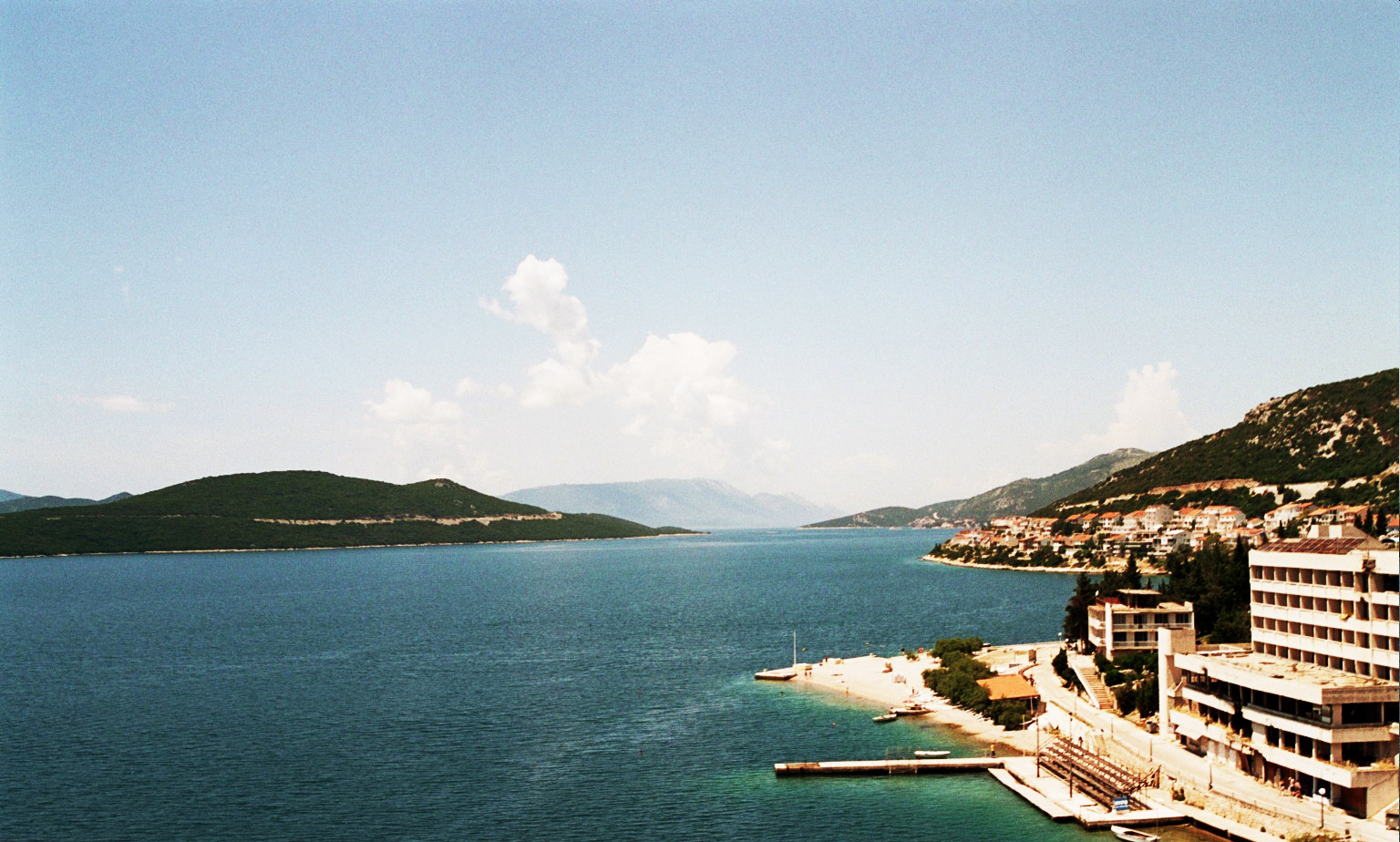
Vista de la costa de Neum

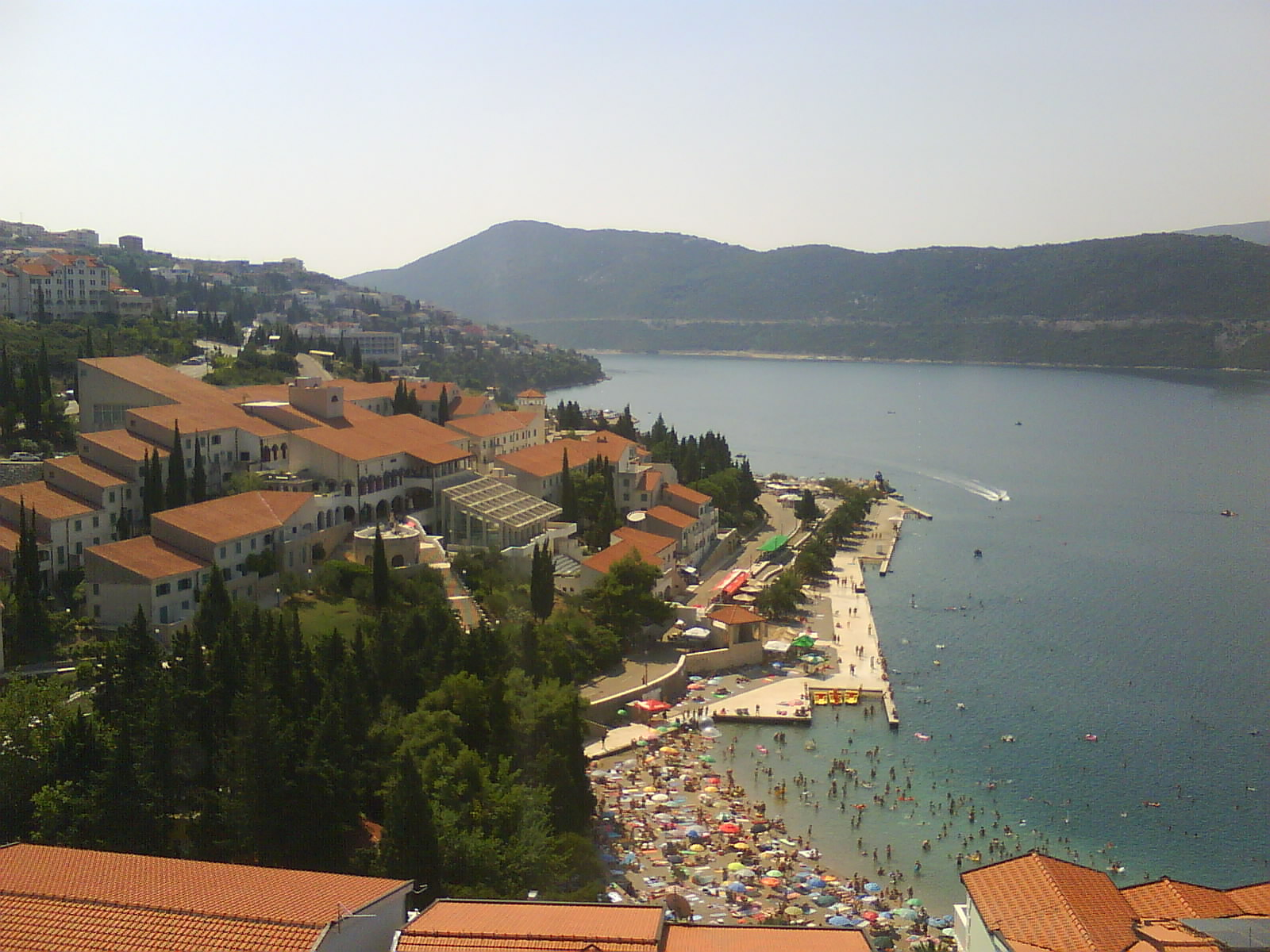
Vista de la badia

Neum es troba a 60 km de Dubrovnik. Pel tractat de Karlowitz de 1699 la República de Ragusa lliurava aquesta regió a l'Imperi Otomà. Això ha fet que s'hagi de travessar la frontera de Bòsnia i Hercegovina per arribar al sud de Croàcia i per evitar-ho el govern de Croàcia té previst construir un pont a Pelješac.

### Subdivisió
El municipi té diverses poblacions menors:
Babin Do, Borut, Brestica, Broćanac, Brštanica, Cerovica, Cerovo, Crnoglav, Dobri Do, Dobrovo, Donji Drijen, Donji Zelenikovac, Dubravica, Duži, Glumina, Gornje Hrasno, Gradac, Hotanj Hutovski, Hutovo, Kiševo, Moševići, Prapratnica, Previš, Rabrani, Vininei Žukovica.

## Clima
Neum té hiverns suaus i estius càlids. Les mitjanes màximes van de 13 °C al gener a 32 °C al juliol.